# Liste der Monuments historiques in Bourguignons
Die Liste der Monuments historiques in Bourguignons führt die Monuments historiques in der französischen Gemeinde Bourguignons auf.

## Liste der Immobilien
| Bezeichnung       | Beschreibung            | Standort               | Kennzeichnung | Schutzstatus | Datum | Bild           |
| ----------------- | ----------------------- | ---------------------- | ------------- | ------------ | ----- | -------------- |
| Kirche St-Vallier | aus dem 16. Jahrhundert | Rue de l’Église (Lage) | PA00078055    | Classé       | 1926  | weitere Bilder |

## Liste der Objekte
| Bezeichnung                      | Beschreibung                                                      | Standort                        | Kennzeichnung | Schutzstatus | Datum | Bild |
| -------------------------------- | ----------------------------------------------------------------- | ------------------------------- | ------------- | ------------ | ----- | ---- |
| Skulptur Heiliger Valerius       | Holz, farbig gefasst, 16. Jahrhundert                             | in der Kirche St-Vallier (Lage) | PM10004250    | Inscrit      | 1985  |      |
| Sessel                           | Holz, Stoff, 18. Jahrhundert                                      | in der Kirche St-Vallier (Lage) | PM10000313    | Classé       | 1957  |      |
| Walzenorgel                      | Haupteintrag für PM10004972                                       | in der Kirche St-Vallier (Lage) | PM10004972    | Inscrit      | 1988  |      |
| Instrumentalteil der Walzenorgel | in den 1870er Jahren aus Teilen einer Orgel von René Cochu gebaut | in der Kirche St-Vallier (Lage) | PM10004972    | Inscrit      | 1988  |      |
| Skulptur Madonna mit Kind        | Kalkstein, farbig gefasst, 15. Jahrhundert                        | in der Kirche St-Vallier (Lage) | PM10004249    | Inscrit      | 1985  |      |
| Kruzifix                         | Holz, farbig gefasst, 18. Jahrhundert                             | in der Kirche St-Vallier (Lage) | PM10004251    | Inscrit      | 1985  |      |
| Kirchenfenster                   | aus dem 16. Jahrhundert                                           | in der Kirche St-Vallier (Lage) | PM10000312    | Classé       | 1913  |      |